# Metacrangon proxima
Metacrangon proxima is een garnalensoort uit de familie van de Crangonidae. De wetenschappelijke naam van de soort is voor het eerst geldig gepubliceerd in 2005 door J.N. Kim.